# 오예스
오예스는 1984년 해태 제과에서 출시한 초콜릿 과자이다. 식품의 유형은 비스킷과 파이이다.

## 종류
- 오예스 오리지널
- 오예스 딸기
- 오예스 미니
- 오예스 민트초코
- 오예스 녹차
- 요예스 쿠키앤크림

## 모양
네모난 정사각형 블럭모양아다. 한 입에 넣게 좋게 작은 사이즈다. 겉엔 초콜릿으로 코팅하고 그 위에 시럽같은게 S자모양으로 그어져있다. 안에는 빵이 있고 그안에 초콜릿 크림이 있다. 간혹 유통과정에서 곰팡이가 발생할 수 있다.

## 같이 보기
- 몽쉘
- 초코파이
- 해태 제과
- 오리온 (대한민국의 기업)